# Добрый, Абрам Юрьевич
Абрам Уриевич (Юрьевич) Добрый (1867, Киев — 1936, Париж) — российский промышленный и общественный деятель. Директор нескольких заводов и товариществ сахарной промышленности. Управляющий отделением Русского внешнеторгового банка в Киеве. Член правления Всероссийского общества сахарозаводчиков. Член финансовой комиссии УНР. Член правления Киевского общества заботы о высшем коммерческом образовании. Директор Общества Артемовского свеклосахарного завода. Директор Александровского общества сахарных заводов. Директор Общества Кашперовского свеклосахарного завода. Директор Корюковского сахарного завода. Потомственный почётный гражданин Киева. Член Трехсторонней украинско-немецко-австро-венгерской финансовой комиссии.

## Биография
Абрам Уриевич (Юрьевич) Добрый родился в 1867 году в Киеве. Работал директором нескольких заводов и товариществ сахарной промышленности. Управлял отделением Русского для внешней торговли банка в Киеве. Был избран в правление Всероссийского общества сахарозаводчиков.
Жил в девятикомнатной квартире в доме, построенном по проекту архитектора И. Зекцера, по адресу ул. Большая Житомирская, 8-Б. Работал в четырёхэтажном здании банка на Крещатике, 32. В 1916 году Добрый был арестован за сотрудничество с немцами. Впоследствии он был оправдан, так как сотрудничал с немцами с начала Первой мировой войны для улучшения российского бизнеса. За Доброго вступились Г. Распутин, М. Цехановский, главный редактор газеты «Новое время» М. Суворин, министр земледелия граф А. Бобринский, сенатор Дейтрих, председатель Совета министров Б. Штюрмер и другие.
В ночь с 24 на 25 апреля 1918 года Абрама Доброго похитили и увезли в Харьков. Непосредственное указание о похищении дал министр внутренних дел УНР М. С. Ткаченко; дальнейшее расследование показало, что это было сделано с ведома премьер-министра УНР В. А. Голубовича, который в результате был арестован на заседании немецкого суда в Киеве 25 июля.
В 1920 году из-за смены власти Добрый эмигрировал во Францию и поселился в Париже. Участвовал в организации и развитии французских благотворительных организаций. С 1921 года стал председателем правления Еврейского общества трудовой помощи.
В 1927 году был избран вице-председателем русско-еврейской общины в Париже «Огель Яков». Также являлся председателем Общества помощи русским евреям. Член Совета Российского торгово-промышленного и финансового союза. Кроме этого, был членом Общества друзей русской книги. В свободное время увлекался коллекционированием русской живописи — работ Ю. Анненкова, Л. Бакста, А. Бенуа, Боровиковского, Кипренского, Левицкого, Левитана и других.
Скончался в 1936 году в Париже.